# Вайсгербер, Лео
Йохан Лео Вайсгербер (нем. Johann Leo Weisgerber; 25 февраля 1899, Мец — 8 августа 1985, Бонн) — немецкий языковед и педагог, специалист по немецкому языку, кельтологии и общему языкознанию, виднейший представитель неогумбольдтианского направления в языкознании.

## Биография
Лео Вайсгербер родился в Меце (Лотарингия) 25 февраля 1899 года. После окончания гимназии в 1917 году принимал участие в боевых действиях Первой мировой войны, а по возвращении с фронта поступил в Боннский университет, где изучал сравнительное языкознание и германистику, а также романистику и кельтологию. В 1923 году защитил диссертацию по кельтологии, после чего получил приглашение остаться в Боннском университете для работы над докторской диссертацией. В 1925 году в Боннском университете Вайсгербер защитил докторскую диссертацию «Язык как форма общественного познания. Исследование о сути языка как введение в теорию языковых изменений» (Sprache als gesellschaftliche Erkenntnisform. Eine Untersuchung über das Wesen der Sprache als Einleitung zu einer Theorie des Sprachwandels).
В том же году Вайсгербер стал приват-доцентом Боннского университета, а осенью 1926 года — профессором сравнительного языкознания Ростокского университета. В 1927 году он познакомился с Й.Триром, что оказало решающее влияние на дальнейшую научную деятельность Вайсгербера.
После 1933 года Вайгербер исследовал вопросы истории языка, в 1938 году стал профессором общего и индоевропейского языкознания Марбургского университета, а в 1942 году возвратился в Боннский университет.
Во время Второй мировой войны Вайсгербера вновь призывают в действующую армию: его направляют в Бретань в распоряжение управления сухопутных сил, где он занимается в основном проблемами местного кельтоязычного населения. По окончании войны он возвращается в Марбург, где находилась его семья.
В последующие годы Вайсгербер выпускает свой важнейший труд — четырёхтомник «О силах немецкого языка» (Von den Kräften der deutschen Sprache), в котором сформулированы и обоснованы положения его лингвофилософской концепции.
В 1961 году Вайсгербер стал первым лауреатом премии им. Конрада Дудена. Его избрали почётным доктором философского факультета Лувенского университета (Бельгия), а также членом-корреспондентом Академии наук в Гёттингене и Берлинского Археологического института. Также Вайсгербер стал кавалером ордена «Федеральный Крест за заслуги» первой степени. Умер Вайсгербер в Бонне 8 августа 1985 года.

## Идеи
Вайсгербер и Трир считаются основоположниками структурной семантики, хотя сами они и не пользовались этим термином. Главная идея этой семантической концепции заключается в том, что значение слова не может быть адекватно описано без обращения к лексическим единицам, входящим в то же семантическое поле. Значение слова рассматривается как функция от его семантических отношений с другими членами поля.
В структурной семантике и сопряженной с ней теории семантического поля отдельные концепты (и, соответственно, значения обозначающих их лексических единиц) рассматриваются не как самостоятельные феномены, существующие где-то в мире «до и вне языка» и дожидающиеся своих обозначений, а как создаваемые языком «духовные объекты», структурирующие действительность. Это положение является одним из центральных постулатов неогумбольдтианской лингвофилософской концепции, основные принципы которой Вайсгербер сформулировал в опубликованной работе 1929 года «Родной язык и формирование духа» (Muttersprache und Geistesbildung).
В 1960-е и 1970-е годы имя Вайсгербера и его концепция оказались в центре дискуссии отчасти научного, однако по большей части идеологического характера. Хотя Вайсгербер никогда не был активным сторонником национал-социалистического режима (в национал-социалистической партийной печати его концепция характеризовалась как «враждебная народу языковая философия»), в его адрес были выдвинуты обвинения в пропаганде национал-социалистических идей. Определённую роль в этом сыграло действительно имевшее место сотрудничество с нацистами некоторых участников группы учёных, сформировавшейся вокруг Вайсгербера, но на фоне усиливающегося влияния генеративной грамматики философские и языковедческие взгляды Вайсгербера воспринимались отдельными его критиками как реакционные, националистически окрашенные и препятствующие развитию современной лингвистики. Работы Вайсгербера, в которых усматривался буржуазный идеализм и национализм, критиковались и в СССР.